# Kingdom Rush Origins
A Kingdom Rush Origins az Ironhide Game Studios által készített, 2014. november 20-án kiadott, Android, iOS, Linux, macOS, Nintendo Switch és Windows platformokon játszható toronyvédelem játék. A játék a Kingdom Rush előzménye, sok szereplő fiatalkori énjével találkozhatunk. Itt a játékos nem a király, hanem a tündék seregét vezeti.

## Cselekmény
A játék a Kingdom Rush előzménye. A történet egy déli kontinensen, a tündék hazájában játszódik. A narrátor Denas király, ő meséli a hercegkori emlékeit neked, a Névtelen Tábornoknak.
"Volt egy hely, ahol mindenki békében élt..."
A tündék békés földjét megtámadja egy gnoll horda. A tündék egyetlen reménysége, ha a seregük eljut a Királyi kertekbe, és itt megmenti a hercegnőt, Alleria-t. Ez meg is történik, majd a gnollok vezetőjének, Hi-Hi Enha-nak a visszaverése után Alleria egy sas hátán elrepül Linireába, hogy segítséget kérjen.
"Éjfél-elfek!"
A tündék harca azonban folytatódik: az ellenség beűzi őket az Elvarázsolt Erdőbe, manók és pixik közé. A sereg talál egy helyet, amelyen a runák a druidák védelmi varázsának vél, és csak későn veszik észre, hogy itt szörnyű veszély leselkedik rájuk: az Éjfél-elfek. A tündék utat törnek maguknak a Kristály-tavon át, egészen az Éjfél-elfek királynőjének a búvóhelyéig: a Malicia-kúriáig. Itt egy összecsapás után Maliciának elfogy az ereje. De mielőtt a tünde-sereg cselekedhetne, egy pók, az ősi pók-királynők egyike, Mactan leszáll, és betekeri Maliciát hálójába, majd eltűnik.
"Csapda!"
A harcosok követik a gonoszokat a pók rejtekhelyére: az ősi, első tünde-városba. Itt nem csak pókok, hanem az éjfél-elfek serege, és egyéb mágikus teremtményei ellen kell háborút viselniük. Szerencsésen keresztülvágnak az ellenfeleiken, és eljutnak a város központjába: Elyne, a tünde-istennő szentélyébe.
"-És ha az ár túl nagy?
-Nyugi, kedveském. Már nincs választásod.."
"Elyne-ért!"
Malicia és Mactan megpróbálják megszerezni Elyne könnyét, a varázslatos erejű kristályt, ám ezt különleges erőkör védi. Végül Maliciának mégis sikerül gonosz fortélyokat felhasználva áttörni az energiaburkon. Mikor megpillantják a "könnycseppet" a két gonosz egyszerre kiált fel: "Enyém!", és a kristálynak ugranak. A kristály vörös színt ölt, majd átformálja kettőjüket egy szörnyű gonosszá: a Pókistennővé. A tündesereg, néhány felkelő éjfél-elffel kiegészülve nekitámad a Pókistennőnek, és pókjainak. A kristály hirtelen kilövi energiáit, megsemmisítve a Pókistennőt.
"Enyém!"
A csata után Denas király, a tünde hadvezér, és Vez'nan beszélnek arról, hogy mi legyen a kristály sorsa. Vez'nan azt mondja:
- Én tudom gondját viselni. Bízzatok bennem!
Amikor hozzákerül azt gondolja: Enyém!, és az árnyéka azt mutatja, ami végül lett belőle: a gonoszt, aki az egész királyságot sötétségbe akarta taszítani.

## Tornyok

### Mágusok
Lassú, de erős támadók.
| Név                 | Ár  | Sebzés | Sebesség     | Hatótávolság | Továbbfejlesztés |  |
| ------------------- | --- | ------ | ------------ | ------------ | --- |  |
| Misztikus emelvény  | 100 | 8-12   | lassú        | kicsi        | 160 |  |
| Bűvös emelvény      | 160 | 18-30  | lassú        | közepes      | 250 |  |
| Félelmetes emelvény | 250 | 34-56  | lassú        | nagy         | 300 |  |
| A vadon mágusa      | 300 | 8-16   | nagyon gyors | nagy         | A pokol haragja: Felrobbant egy ellenfelet 80/180/260 sebzéssel, és a többi közeli ellenséget is sebzi egy kicsit. Ára: 325/185/185 Szétszaggatás: Blokkolja 1/3/6 ellenfél mágikus képességeit 10 mp-re. Ára: 225/225/225                                          |  |
| Tünde-varázsló      | 300 | 41-74  | lassú        | nagy         | Idővesztés: 2/3/4 ellenfelet 5 mp-re megállít, és sebzi őket 100/135/150 élettel. Ára: 225/225/225 Mágikus őrszem: Megidéz 1/2 őrszemet, ami lassabb, de 10-20-as sebzéssel kétszer akkora távolságban képes lőni az ellenfeleket, mint maga a torony. Ára: 300/300 |  |

### Íjászok
Gyorsan támadnak, egyszerre két lövéssel.
| Név                | Ár  | Sebzés | Sebesség     | Hatótávolság | Továbbfejlesztés |  |
| ------------------ | --- | ------ | ------------ | ------------ | --- |  |
| Vadászok fája      | 70  | 3-6    | gyors        | kicsi        | 110 |  |
| Őrök fája          | 110 | 5-10   | gyors        | nagy         | 160 |  |
| Őrszemek fája      | 160 | 6-12   | nagyon gyors | óriási       | 230/275 |  |
| Misztikus íjászok  | 230 | 22-36  | közepes      | óriási       | Robbanó nyílvesszők: Egy mágikus nyílvesszőt lő ki, ami sebez egy kisebb területen több ellenfelet is 80/160/230 élettel. Ára: 200/200/200 Álom-nyílvesszők: Kilő egy nyílvesszőt, ami 4/8/12 mp-re elaltatja az ellenfeleket. Ára: 180/180/180 |  |
| Arany számszeríjas | 275 | 45-60  | lassú        | extrém       | Vörös halál: Minden lövés nagyon kicsi/kicsi/közepes eséllyel azonnal megöli az ellenfelet. Ára: 300/300/300 Vadászcélpont: Kiválaszt egy ellenfelet, amit duplán sebződik (a többi toronytól is) 5/10/15 mp-ig. Ára: 225/225/225               |  |

### Barakkok
Nem lőnek, hanem kibocsátanak három közelharcos katonát.
| Név                 | Ár  | Sebzés | Élet | Pajzs   | Újraéledés | Továbbfejlesztés |  |
| ------------------- | --- | ------ | ---- | ------- | ---------- | --- |  |
| Védelmezők barakkja | 100 | 1-4    | 50   | gyenge  | 14 mp      | 160 |  |
| Őrzők barakkja      | 160 | 3-7    | 90   | közepes | 14 mp      | 240 |  |
| Erdőőrök            | 240 | 8-12   | 140  | közepes | 14 mp      | 275/300 |  |
| Pengék csarnoka     | 275 | 10-14  | 200  | közepes | 15 mp      | Hárítás: 10/20/30% eséllyel 2 mp-re sebezhetetlenek lesznek a katonák. Ára: 175/175/175 Kardélesítés: +5 sebzés, és 20%-kal gyorsabb támadás. Ára: 300 Pengetánc: 2/3/4-szer 20-35/35-47/40-56-os sebzést okoz az ellenfélnek. Ára: 250/250/250 |  |
| Vadőrök             | 300 | 25-36  | 300  | nincs   | 12 mp      | Az élet körforgása: 80/160/240 élettel gyógyítja a katonákat és a közeli egységeidet is 4 mp-ként. Ára: 185/185/185 Mágikus kertész: A torony környékén indákkal 4/6 mp-re lelassítja és 48/108 élettel sebzi az ellenfeleket. Ára: 285/285 Tölgyfalándzsa: A katonák 90/125/160 élettel sebzik a hozzájuk legközelebb lévő ellenfelet. Ára: 250/250/250 |  |

### Druidatorony
Nagyon lassúak, ám nagyot robbantanak.
| Név              | Ár  | Sebzés | Sebesség     | Hatótávolság | Továbbfejlesztés |  |
| ---------------- | --- | ------ | ------------ | ------------ | --- |  |
| Kőkör            | 125 | 7-12   | nagyon lassú | kicsi        | 220 |  |
| Sziklakör        | 220 | 18-30  | nagyon lassú | átlagos      | 320 |  |
| Menhirkör        | 320 | 30-50  | nagyon lassú | nagyon nagy  | 375/400 |  |
| Druidák sziklája | 375 | 30-50  | gyors        | nagy         | Az erdő átka: Egy ellenfél életének 35/70/100%-ának megfelelő életet vesz le a többi közeli ellenféltől. Ára: 250/250/250 Medvevarázslat: Elővarázsol 1/2 medvét (250 élet, 20-40-es sebzés, gyenge pajzs, és 20 mp-s újraéledés). Ára: 350/350                    |  |
| Mágikus fa       | 400 | 62-106 | lassú        | átlagos      | Égő termés: Eldob egy égő mogyorót, ami egy nagyobb területen felgyújtja a talajt, és minden ott lévő ellenfélt 130/270/400-zal sebez. Ára: 330/330/330 Kiütés: Egy 1/2/3 mp-ig tartó földrengéssel 75/100/125-öt sebez az ott lévő ellenfeleken. Ára: 225/225/225 |  |

## Ellenfelek

### Közelharcosok
| Név              | Jutalom, ha megölöd | Sebzés  | Sebesség | Élet | Pajzs   | Mágikus pajzs | Ha nem ölöd meg, ennyi életet visz le | Különleges képesség |
| ---------------- | ------------------- | ------- | -------- | ---- | ------- | ------------- | ------------------------------------- | --- |
| Gnoll harcos     | 5                   | 3-6     | gyors    | 50   | nincs   | nincs         | 1                                     | - |
| Gnoll pusztító   | 20                  | 10-20   | közepes  | 250  | közepes | nincs         | 1                                     | Amikor többen is támadják, plusz támadási erőt ad a közelében lévő többi ellenfélnek                                       |
| Hiéna            | 10                  | nincs   | gyors    | 40   | nincs   | gyenge        | 1                                     | Nem áll meg harcolni, mindig csak fut előre                                                                                |
| Ettin            | 70                  | 85-95   | lassú    | 900  | nincs   | nincs         | 2                                     | Az élete gyorsan regenerálódik                                                                                             |
| Gnoll hadvezér   | 250                 | 50-80   | lassú    | 2000 | nincs   | nincs         | 20                                    | Nagyobb szinteken erősebb                                                                                                  |
| Pókharcos        | 16                  | 8-12    | gyors    | 130  | nincs   | erős          | 1                                     | - |
| Elkábító         | 60                  | 25-35   | gyors    | 600  | közepes | nincs         | 1                                     | Képes torokvágókat előidézni                                                                                               |
| Hálószövő pók    | 30                  | 10-14   | gyors    | 500  | nincs   | erős          | 1                                     | Képes behálózni és így ártalmatlanítani a katonáidat egy időre                                                             |
| Sötét ostorozó   | 40                  | 15-35   | közepes  | 400  | nincs   | erős          | 1                                     | Felgyorsítja a közeli ellenfeleket Halálakor lebénítja a legközelebbi tornyot                                              |
| Zászlótolvaj     | 300                 | 40-60   | gyors    | 3000 | nincs   | nincs         | 2                                     | Nem állnak meg, a katonáidon átgurulnak Egyszerre több katonádat is támadja                                                |
| Vöröscsuklyás    | 12                  | 15-25   | gyors    | 125  | nincs   | nincs         | 1                                     | Véletlenszerűen van, hogy egy ütésből megöli a katonádat                                                                   |
| Veszedelmes árny | 30                  | 50-75   | közepes  | 1100 | erős    | nincs         | 1                                     | Képes a halottakat feltámasztani                                                                                           |
| Robbanógomba     | 6                   | nincs   | gyors    | 75   | nincs   | nincs         | 1                                     | Ha meghal, felrobban, és 20-at sebez a közeli egységeiden                                                                  |
| Harapógomba      | 12                  | 5-15    | gyors    | 200  | nincs   | nincs         | 2                                     | Felrobban, ugyanúgy, mint a robbanógomba Halálakor két robbanógomba lesz belőle                                            |
| Gombatenyészet   | 25                  | 20-40   | közepes  | 500  | nincs   | nincs         | 4                                     | Szintén felrobban az előzőkhöz hasonlóan Halálakor két harapógomba lesz belőle A robbanógombákat harapógombává változtatja |
| Nyúl             | 7                   | nincs   | lassú    | 120  | nincs   | nincs         | 1                                     | - |
| Vaddisznó        | 75                  | 30-40   | közepes  | 1250 | közepes | nincs         | 1                                     | Képes felöklelni, és így azonnal megölni az egységeidet                                                                    |
| Sötét gólem      | 125                 | 120-180 | közepes  | 4000 | erős    | nincs         | 3                                     | Minél kevesebb élete van, annál lassabb                                                                                    |
| Pókivadék        | 15                  | 4-6     | gyors    | 100  | nincs   | közepes       | 1                                     | - |
| Mactan ivadékai  | 35                  | 12-18   | gyors    | 300  | nincs   | közepes       | 1                                     | - |
| Pók-torzszülött  | 50                  | 10-20   | gyors    | 500  | nincs   | nincs         | 1                                     | Megmérgezi és megöli a katonáidat, ha ezt végrehajtotta, akkor nem kapsz pénzt, ha megölöd                                 |
| Vérgnoll         | 20                  | 16-24   | gyors    | 450  | nincs   | közepes       | 1                                     | - |
| Vérogre          | 50                  | 23-30   | közepes  | 1250 | nincs   | közepes       | 1                                     | - |
| Ogre mágus       | 100                 | 48-72   | közepes  | 2000 | nincs   | erős          | 2                                     | Levesz néhány életet a többi közeli ellenféltől, és nagyerejű támadással sújtja a te egyik katonádat                       |
| Vérontó          | 20                  | 16-24   | gyors    | 200  | nincs   | nincs         | 1                                     | - |
| Gonosz lovag     | 60                  | 60-90   | gyors    | 1000 | nincs   | közepes       | 2                                     | Amikor a lovag meghal, az óriásrovar, amin ül, még továbbmegy                                                              |

### Távolsági harcosok
| Név              | Jutalom, ha megölöd | Sebzés  | Sebesség | Élet | Pajzs  | Mágikus pajzs | Ha nem ölöd meg, ennyi életet visz le | Különleges képesség                                                               |
| ---------------- | ------------------- | ------- | -------- | ---- | ------ | ------------- | ------------------------------------- | --------------------------------------------------------------------------------- |
| Gnoll tüzér      | 5                   | 2-4     | gyors    | 60   | nincs  | nincs         | 1                                     | -                                                                                 |
| Gnoll gyilkos    | 50                  | 8-12    | közepes  | 700  | nincs  | közepes       | 1                                     | Képes farkasokat megidézni                                                        |
| Sötét bosszúálló | 25                  | 20-30   | gyors    | 275  | gyenge | nincs         | 1                                     | Ha egy közelharcos elkezdi támadni, hátrébb ugrik                                 |
| Gnoll katapult   | 100                 | 150-200 | lassú    | 200  | nincs  | nincs         | 2                                     | -                                                                                 |
| Torokmetsző      | 15                  | 6-10    | gyors    | 150  | nincs  | nincs         | 1                                     | -                                                                                 |
| Vakmerő          | 40                  | 10-20   | lassú    | 150  | nincs  | nincs         | 2                                     | Egyszer képes előidézni véletlenszerűen 3 ellenfelet                              |
| Árnymágus        | 40                  | 15-35   | közepes  | 400  | nincs  | erős          | 1                                     | Felgyorsítja a többi közeli ellenfelet Halálakor lebénítja a legközelebbi tornyot |
| Sötét esküszegő  | 150                 | 40-50   | közepes  | 2000 | nincs  | erős          | 2                                     | Képes 2 katonádat megbénítani és 100-zal sebezni Azonnal meg tud ölni egy katonát |
| Pókidéző         | 110                 | 16-24   | közepes  | 900  | nincs  | nincs         | 3                                     | Megidéz 4, 3, majd 2 pókot, egyre erősebbeket                                     |

### Repülő ellenfelek
| Név             | Jutalom, ha megölöd | Sebzés | Sebesség | Élet | Pajzs | Mágikus pajzs | Ha nem ölöd meg, ennyi életet visz le | Különleges képesség                                                 |
| --------------- | ------------------- | ------ | -------- | ---- | ----- | ------------- | ------------------------------------- | ------------------------------------------------------------------- |
| Perython        | 18                  | -      | gyors    | 90   | nincs | nincs         | 1                                     | Képes felemelni minden gnoll-t, amik így gyorsabban haladnak        |
| Homály          | 5                   | -      | gyors    | 35   | nincs | nincs         | 1                                     | Képesek kétfelé osztódni                                            |
| Orvvadász       | 15                  | 20     | gyors    | 90   | nincs | nincs         | 1                                     | Képes bekebelezni a katonáidat, és így visszanyeri az összes életét |
| Sikoltó denevér | 30                  | -      | gyors    | 120  | nincs | nincs         | 1                                     | Ultrahangjával megbénítja a katonáidat                              |

## Hősök
Eridan, az Íjász
Arivan, az Elemek ura
Catha, a Pixi
Razz és Rags, a Tombolók
Reg'son, a Félelmetes penge
Denas herceg, a Nagylelkű trónörökös
Xin, a Panda-szerzetes
Vez'nan, a Sötét mágus
Bravebark, a Hatalmas ent
Durax, a Jég ereje
Lynn, a Boszorkány
Főnix, a Halhatatlan madár
Faustus, a Sárkánymágus